# 石川隆次
石川 隆次（いしかわ たかつぐ）は、安土桃山時代から江戸時代にかけての武将。豊臣秀吉の子飼衆で、賤ヶ岳の七本槍・七将の1人である加藤嘉明の家臣。通称は又市、惣左衛門。妻は加藤教明の娘。

## 生涯
天文17年（1548年）、三河国幡豆郡（現：愛知県西尾市）で、石川又市の長男として生まれた。若年は松平家臣の鳥居元忠に仕え、後に伊予松山城主となっていた加藤嘉明に招かれ仕える。
慶長5年（1600年）、城代として伊予の来島城（あるいは仏殿城）を預かり、攻め寄せてきた毛利軍と戦う。毛利勢は9月10日に城に攻め寄せたが堅固であったためこれを諦め、正木城（松前城）に矛先を向けた（三津浜夜襲）。関ヶ原後に加増され3000石となる。　
慶長6年３月１７日（1601年）、伊予にて病死する。
元和8年（1622年）、加藤嘉明が遺骸を天徳寺に埋葬する。

### 子孫
隆次の死後、家督は嫡男の石川清隆が継いだが、加藤家において会津騒動が起きたため加藤家を離れ、清隆の妻（野中益継の二女）の縁をたどり土佐の山内家に仕官している。会津騒動後も加藤家には清隆の末子である石川新右衛門玄隆が仕え、代々加藤家の家臣として幕末まで仕え続けている。

## 系譜
父母
- 石川又市

兄弟
- 女（中根次兵衛の妻）
- 女（石川平右衛門の妻）
- 女（犬塚甚助の妻）
- 女（真宗教弥坊官の妻）
- 石川正次
- 女（牧與治兵衛の妻）

妻子
- 妻：加藤教明の娘
  - 女（深尾太左衛門の妻）
  - 嫡男：石川清隆
  - 女（宮川政忠の妻）
  - 次男：石川山三郎